# جيريمي نولز
جيريمي نولز (بالإنجليزية: Jeremy Knowles)‏ هو سباح باهاماسي، ولد في 30 أغسطس 1981 في ناساو في باهاماس.

## وصلات خارجية
- جيريمي نولز على موقع الاتحاد الدولي للسباحة (الإنجليزية)
- جيريمي نولز على موقع SwimRankings.net (الإنجليزية)
- جيريمي نولز على موقع اللجنة الأولمبية الدولية (الإنجليزية)
- جيريمي نولز على موقع أوليمبيديا (الإنجليزية)
- جيريمي نولز على موقع دورة ألعاب الكومنولث 2006 (مؤرشف) (الإنجليزية)